# Meliaceae
Le Meliacee (Meliaceae Juss.) sono una famiglia di piante floreali nell'ordine Sapindales, composta in gran parte da alberi o arbusti ma anche da alcune piante erbacee.

## Descrizione
Sono caratterizzate da foglie alternate, in genere pinnate, senza stipole e con sincarpio, e fiori apparentemente bisessuali (ma in realtà molto nascostamente monosessuali) in pannocchie, racemi, spighe o grappoli. Molte specie sono sempreverdi, ma qualcuna è decidua, o durante la stagione secca nell'inverno.

## Distribuzione e habitat
La famiglia ha una distribuzione pantropicale; un genere, Toona si estende a nord nella parte temperata della Cina ed a sud nell'Australia del sud-est ed un altro, Melia, a settentrione quasi allo stesso livello.

Aglaia odorata

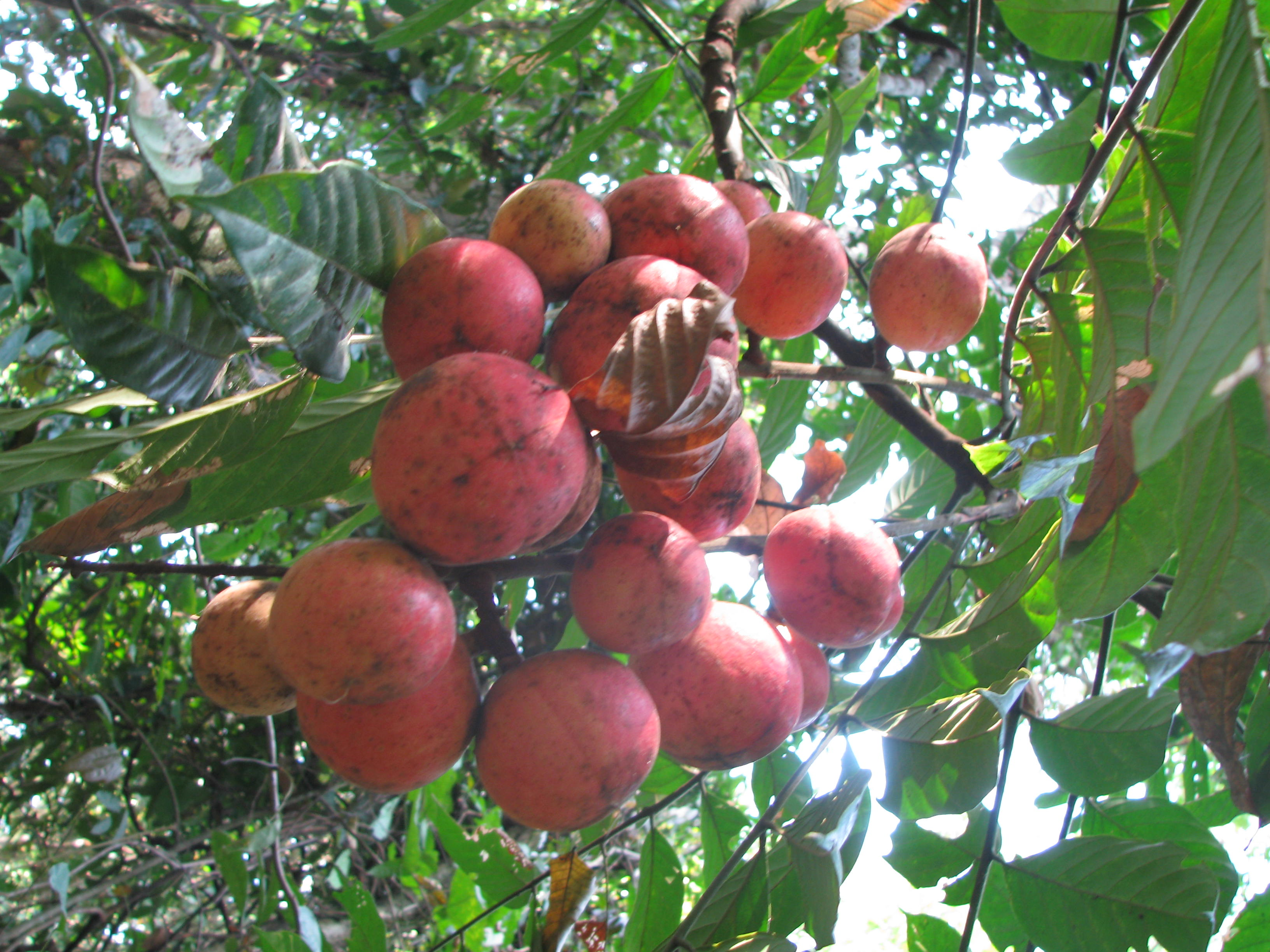
Frutti di Chisocheton paniculatus

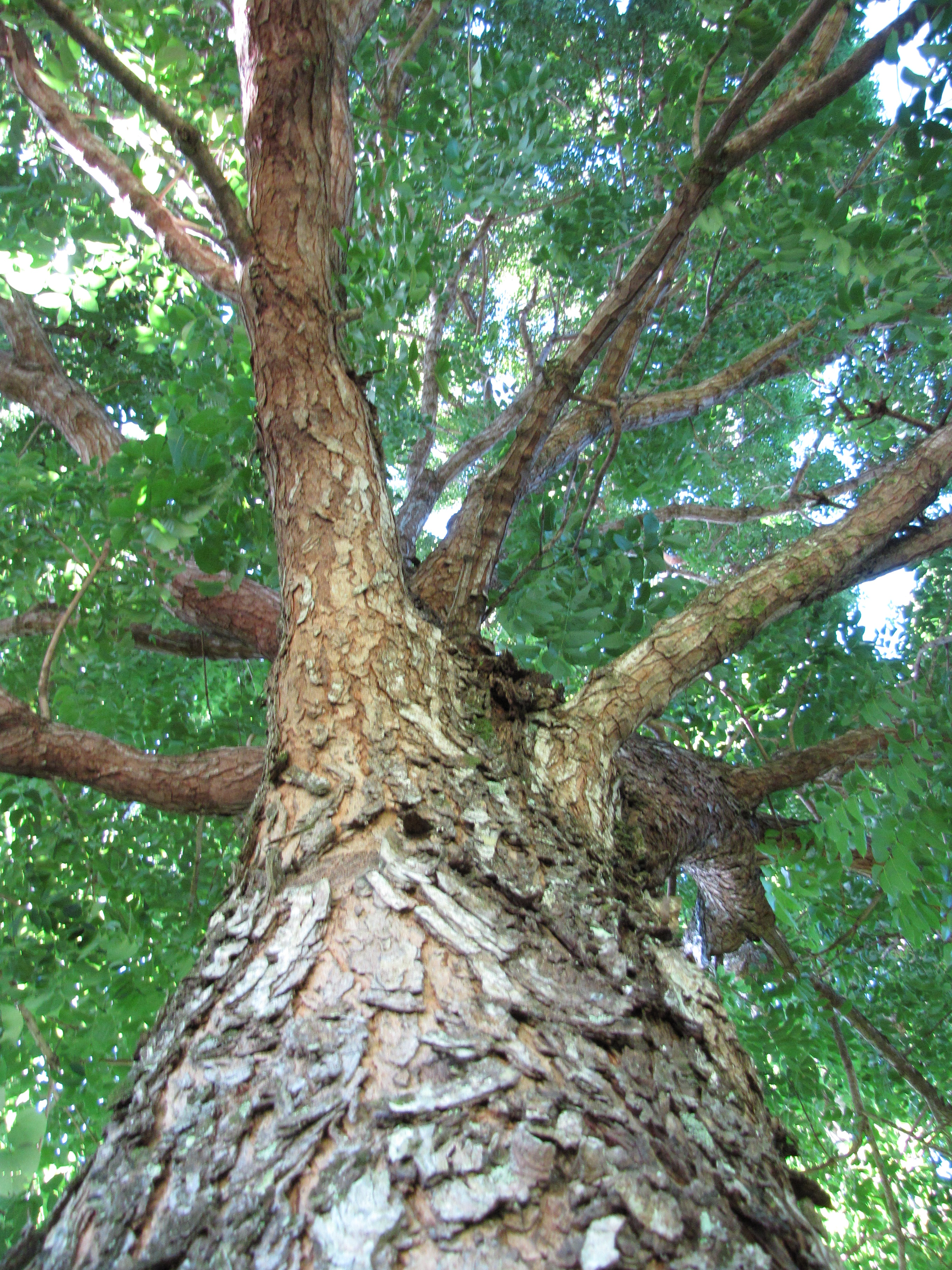
Swietenia humilis

## Tassonomia
La famiglia comprende oltre 600 specie raggruppate nei seguenti generi:
- Aglaia Lour.
- Anthocarapa Pierre
- Aphanamixis Blume
- Astrotrichilia (Harms) T.D.Penn. & Styles
- Azadirachta A.Juss.
- Cabralea A.Juss.
- Calodecarya Leroy
- Capuronianthus J.-F.Leroy
- Carapa Aubl.
- Cedrela P.Browne
- Chisocheton Blume
- Chukrasia A.Juss.
- Cipadessa Blume
- Didymocheton Blume
- Dysoxylum Blume ex Raspail
- Ekebergia Sparrm.
- Entandrophragma C.DC.
- Epicharis Blume
- Goniocheton Blume
- Guarea Allemão ex L.
- Heckeldora Pierre
- Heynea Roxb.
- Humbertioturraea J.-F.Leroy
- Khaya A.Juss.
- Lansium Corrêa
- Lepidotrichilia (Harms) T.D.Penn. & Styles
- Leplaea Vermoesen
- Lovoa Harms
- Malleastrum (Baill.) J.-F.Leroy
- Melia L.
- Munronia Wight
- Naregamia Wight & Arn.
- Neobeguea J.-F.Leroy
- Neoguarea (Harms) E.J.M.Koenen & J.J.de Wilde
- Nymania Lindb.
- Owenia F.Muell.
- Prasoxylon M.Roem.
- Pseudobersama  Verdc.
- Pseudocarapa Hemsl.
- Pseudocedrela Harms
- Pseudoclausena T.Clark
- Pterorhachis Harms
- Quivisianthe Baill.
- Reinwardtiodendron Koord.
- Ruagea H.Karst.
- Sandoricum Cav.
- Schmardaea H.Karst.
- Soymida A.Juss.
- Sphaerosacme Wall. ex M.Roem.
- Swietenia Jacq.
- Synoum A.Juss.
- Toona M.Roem.
- Trichilia P.Browne
- Turraea L.
- Turraeanthus Baill.
- Vavaea Benth.
- Walsura Roxb.
- Xylocarpus J.Koenig

## Usi
Alcune specie vengono utilizzate per olii vegetali, produzione di saponi, insetticidi e legni pregiati quali il mogano.
Alcune specie economicamente importanti appartengono a questa famiglia:
- Azadirachta indica o neem (India)
- Carapa procera  (America del Sud ed Africa)
- Cedrela odorata (America centrale e sudamerica; il suo legno è noto come cedro spagnolo)
- Entandrophragma cylindricum (Africa tropicale)
- Entandrophragma utile o Mogano Sipo (Africa tropicale)
- Guarea cedrata (Africa)
- Guarea thompsonii (Africa)
- Khaya ivorensis (Africa tropicale)
- Khaya senegalensis (Africa tropicale)
- Melia azedarach, ditto anche "albero dei rosari" o "albero dei paternostri" (Ecozona orientale ed Australasia)
- Mogano nelle tre specie Swietenia mahagony, Swietenia humilis e Swietenia macrophylla (Americhe tropicali)
- Toona ciliata (Asia tropicale, Malaysia ed Australia)